# Jean-Baptiste Cornez
Jean-Baptiste Louis Cornez (Marchienne-au-Pont, 4 juli 1902 - Lodelinsart, 28 mei 1955) was een Belgisch politicus voor de PCB.

## Levensloop
Nadat hij de lagere school had doorlopen werd Cornez op zijn veertiende mijnwerker. Hij oefende dit beroep uit tot in 1929 en ging toen aan de slag in de metaalindustrie. Hij werd lid van de Socialistische Jonge Wacht en trad in 1927 toe tot de Kommunistische Partij van België. Tevens werd hij secretaris van Les Ralliés, een autonome lokale vakbond in La Docherie, een volkswijk in de industriële gemeente Marchienne-au-Pont. Les Ralliés werd uiteindelijk een onderdeel van de communistische vakbondscentrale Centrale révolutionnaire des Mineurs. Cornez werd een van de leidinggevenden van deze vakbond, die in 1936 opging in de Nationale Centrale der Mijnwerkers van België, een operatie die hij fel bestreed. Van oktober 1929 tot juni 1930 volgde Cornez eveneens een opleiding aan de Internationale Leninschool in Moskou, onder het pseudoniem Jean Lepetit. Na zijn terugkeer werd lid van de directie van de PCB-federatie van het arrondissement Charleroi, maar in 1931 nam hij ontslag na een meningsverschil over het syndicaal beleid van de partij.
Cornez was tevens een militant van de Waalse Beweging. Hij was een volgeling van priester Jules Mahieu, en maakte zich nuttig in de 'Office de Propagande de la fédération liégeoise de la Concentration wallonne', geleid door Eugène Duchesne. Hij was ook lid van het 'Front démocratique wallon', en bekommerde zich daar om de nieuwsberichten die door te geven waren aan de buitenlandse pers. 
Hij werd in 1933 gemeenteraadslid in Marchienne-au-Pont, tot in 1938. Bij de parlementsverkiezingen van 1939 stond hij als eerste plaatsvervanger op de kieslijst van de communisten in het arrondissement Charleroi. In oktober dat jaar werd hij uit de partij gezet omdat hij het Nazi-Sovjetpact, het zogenaamde Molotov-Ribbentroppact, hevig had bekritiseerd.
In mei 1940 vluchtte hij naar Frankrijk en stelde hij zich ter beschikking van de Belgische autoriteiten. Hij werd een van de secretarissen van de liberaal François Bovesse die benoemd was tot Hoog Commissaris voor de vluchtelingen in de Hérault. Na de terugkeer van Bovesse naar België bleef Cornez in Frankrijk en werd hij werkzaam bij het Belgisch consulaat in het zuidoosten van Frankrijk. Hij hielp mee met het organiseren van bijstand aan gevluchte Belgen in de regio, maar naar eigen zeggen hielp hij ook verschillende Belgen naar Belgisch Congo of via Portugal naar Groot-Brittannië te vluchten door hen valse papieren te bezorgen en richtte hij tevens een inlichtingennetwerk op. 
In september 1942 werd Cornez door de Gestapo gearresteerd, maar door de tussenkomst van Georges Thone weer vrijgelaten. In maart 1944 wilden de Duitsers Cornez opnieuw arresteren toen hij met de trein op weg was naar Noord-Frankrijk, maar hij wist te ontsnappen door van de trein te springen en vluchtte naar Brussel, waar hij zonder succes contact probeerde op te nemen met de clandestiene PCB en aansluiting probeerde te zoeken bij het Belgisch leger der partizanen. Uiteindelijk werd hij op 16 juli 1944 alsnog gearresteerd door de Gestapo en weggevoerd naar Duitsland. Hij werd achtereenvolgens geïnterneerd in de concentratiekampen van Dresden, Zittau en Löbau. Op 5 mei 1945 werd Cornez bevrijd, waarna hij terugkeerde naar België. Hij nam weer contact op met vrienden van de Waalse Beweging, hielp bij enkele caritatieve werken ten bate van politieke gevangenen en zat het comité Résibelfrance voor. Tegelijk was hij zaakgelastigde van de stokerij en brouwerij La Cloche carolorégienne.
Na zijn terugkeer in België wilde Cornez opnieuw toetreden tot de PCB. Hij was echter niet meer welkom in de partij, omdat hij zich kritisch uitliet over PCB-leden die pas na de Duitse inval in de Sovjet-Unie in verzet kwamen tegen de Duitse bezetting. Cornez werd om die reden tevens uit het bestuur van Les Ralliés gezet, al beweerde de vakbond officieel dat hij geld uit de vakbondskas zou hebben gestolen.
Op 23 november 1945 legde Cornez de eed af als volksvertegenwoordiger voor het arrondissement Charleroi. Hij was immers nog altijd de eerste opvolger van Désiré Desellier, waarvan het overlijden in Dachau in 1942 bekend werd. Cornez nam zitting op de socialistische banken en sloot zich later aan bij de Belgische Socialistische Partij (PSB). Hij zetelde in de Kamer tot aan de verkiezingen van februari 1946, waarbij hij niet werd herkozen. In oktober 1946 werd Cornez verkozen tot socialistisch gemeenteraadslid in Lodelinsart. Van januari 1947 tot aan zijn overlijden in 1955 was hij er schepen van Financiën.
Vanaf 1949 zetelde hij in het federaal comité van de PSB en bij de verkiezingen van 1949 en 1950 stond hij als opvolger op de socialistische Senaatslijst voor het arrondissement Charleroi. In mei 1952 volgde Cornez de ontslagnemende Emile Cambier op in de Senaat, waar hij bleef zetelen tot aan zijn overlijden in 1955. Bij de verkiezingen van 1954 werd hij als socialistisch lijsttrekker herkozen. In de Senaat was Cornez lid van de commissie Wederopbouw en de commissie Koloniën en legde hij zich vooral toe op de verdediging van de belangen van oorlogsslachtoffers. Ook verzette hij zich tegen de vervroegde vrijlating van collaborateurs en streed hij hevig tegen de uitbreiding van de dienstplicht naar 24 maanden. In mei 1955 bezweek Cornez op 52-jarige leeftijd aan een slepende ziekte.